# Персийска лъжерогата усойница
Персийска лъжерогата усойница (Pseudocerastes persicus) е вид змия от семейство Отровници (Viperidae). Видът не е застрашен от изчезване.

## Разпространение и местообитание
Разпространен е в Азербайджан, Афганистан, Индия, Иран, Кувейт, Обединени арабски емирства, Оман, Пакистан и Саудитска Арабия.
Обитава пустинни области, места с песъчлива почва, планини, възвишения, хълмове, склонове, храсталаци и дюни.

## Описание
Продължителността им на живот е около 17,1 години. Популацията на вида е намаляваща.